# Мистер и миссис Смит (фильм, 2005)
«Мистер и миссис Смит» (англ. Mr. & Mrs. Smith) — американский комедийный боевик 2005 года, пятый полнометражный фильм режиссёра Дага Лаймана и сценариста Саймона Кинберга. В фильме снимаются Брэд Питт и Анджелина Джоли в роли скучающей супружеской пары из верхушки среднего класса, каждый из которых с удивлением узнаёт, что другой тоже наемный убийца, работающий в конкурирующих агентствах, и что им поручено убить друг друга. Кстати, съемки фильма ознаменовали начало реальных личных отношений Питта и Джоли, которые позже вылились в романтические отношения, брак и детей с 2005 по 2016 год.
Фильм был выпущен в прокат в США 10 июня 2005 года и получил смешанные отзывы критиков, которые высоко оценили игру Питта и Джоли и их взаимную симпатию, но раскритиковали сценарий. Фильм имел кассовый успех, собрав в мировом прокате 487,3 миллиона долларов и став седьмым самым кассовым фильмом 2005 года. В 2024 году на Amazon Prime Video состоялась премьера одноимённого телесериала, в котором Дональд Гловер и Майя Эрскин сыграли двух незнакомцев в роли шпионов, выдающих себя за супружескую пару.; продюсер Арнон Милчен - единственный актёрский состав или съёмочная группа, вернувшаяся из оригинального фильма.

## Сюжет
Инженер-строитель Джон (Брэд Питт) и специалист технической поддержки Джейн (Анджелина Джоли) женаты несколько лет и наконец решились сделать своей семейной жизни «профилактику» — посетить семейного психолога. По шкале «от одного до десяти» они оценивают свой брак на «восьмёрку», но, например, с ходу вспомнить, когда в последний раз занимались сексом, затрудняются. Супруги рассказывают психологу историю своей первой встречи в Боготе, Колумбия, откуда оба тайно бежали во время волнений. Поскольку власти после недавнего убийства одного из местных наркобаронов разыскивали и задерживали туристов, путешествующих в одиночку, едва познакомившиеся Джон и Джейн договорились изображать пару, чтобы избежать проблем с полицией. Джон говорит, что для него в день их встречи Джейн «выглядела как рождественское утро»; она вспоминает, что он выглядел как «самая красивая мишень, которую она когда-либо видела». Они быстро влюбились друг в друга, и уже через полтора месяца Джон сделал Джейн предложение.
Пара живёт в пригороде в небольшом особняке и, чтобы поддерживать видимость нормального быта, общается со своими богатыми соседями (при этом оба Смита их недолюбливают). Благодаря этому прикрытию Джон и Джейн совмещают свой обычный брак, который они оба через несколько лет ощущают унылым и скучным, со своей секретной работой. На самом деле они являются опытными полевыми сотрудниками, работающими на две разных фирмы, которые занимаются контрактами на силовые акции, в том числе на убийство, и в своей области признаются одними из лучших. При этом, живя в одном доме, каждый из них скрывает свой истинный род занятий от другого супруга. У Смитов нет детей. Джон к ним, похоже, равнодушен, а Джейн откровенно побаивается младенцев.
Однажды они одновременно получают задание устранить заключённого Бенджамина «Танка» Данца (Адам Броди), которого охраняет Разведывательное управление Министерства обороны США, во время его передачи властям. Смиты сталкиваются друг с другом на работе и срывают друг другу операцию, «Танк» Данц остаётся жив. Задания провалены, и Джон и Джейн получают приказ найти и ликвидировать того, кто помешал его выполнению, то есть друг друга.
Дуэль профессиональных киллеров заканчивается, когда супруги упирают оружие друг в друга. Никто из них не может выстрелить и оба обнаруживают, что, по-прежнему, любят друг друга. Далее следует страстная любовная сцена.
Оказывается, что их работодатели знают друг о друге и сотрудничают. Фирмы объединяют усилия, чтобы ликвидировать пару сорвавшихся с поводка агентов, не выполнивших приказ. Лучший друг и коллега Джона Эдди (Винс Вон) отказывается от награды в 400 000 долларов за устранение своих друзей, но в конце концов Джон и Джейн оказываются под огнём армии наемников. Отразив атаку, в результате которой остатки их семейного гнёздышка были взорваны вместе с большей частью атакующих, Смиты угоняют минивэн своего соседа и уничтожают три преследующих их бронированных седана. Объединившись в бою, супруги Смит по ходу действия постепенно выясняют, что за все эти годы наплели друг другу уйму лжи, и обещают впредь говорить своей второй половине только правду.
После встречи с Эдди Смиты решают сражаться вместе, чтобы сохранить свой брак. Они похищают Данца из тюрьмы строгого режима, чтобы использовать его в качестве козыря. Данц рассказывает, что он был просто приманкой, которую их работодатели решили использовать, когда выяснили, что Смиты женаты, в надежде на то, что кто-нибудь один из них убьёт другого и решит эту проблему. Джон и Джейн отказываются от своих личных планов на случай непредвиденных обстоятельств и собираются дать последний отпор, чтобы отбиться от нападения боевиков в магазине товаров для дома.
Фильм заканчивается тем, что пара снова встречается с брачным консультантом (Уильям Фихтнер); Смиты увлечённо рассказывают, насколько расцвёл их брак, и Джон побуждает консультанта снова спросить об их сексуальной жизни. Ответ разительно отличается от недавнего.
В альтернативной концовке показано, что пара решила переехать в Италию и завела дочку, которая унаследовала все качества, делающие из её родителей первоклассных киллеров. Во всяком случае, с десяти шагов навскидку всадить присоску из игрушечного пистолета прямо в лоб кукле не составляет для неё никаких проблем…

## В ролях
| Актёр              | Роль           |
| ------------------ | -------------- |
| Брэд Питт          | Джон Смит      |
| Анджелина Джоли    | Джейн Смит     |
| Винс Вон           | Эдди           |
| Адам Броди         | Бенджамин Данц |
| Кэрри Вашингтон    | Жасмин         |
| Кит Дэвид          | Отец           |
| Крис Вайц          | Мартин Коулман |
| Рэйчел Хантли      | Сьюзи Коулман  |
| Мишель Монаган     | Гвен           |
| Дженнифер Моррисон | Джейд          |
| Уильям Фихтнер     | доктор Векслер |

## Реакция критиков
Фильм получил смешанные отзывы кинокритиков. Агрегатор рецензий Metacritic даёт картине среднюю оценку 55/100 на основе 41 рецензии; агрегатор Rotten Tomatoes — 6/10 на основе 208 рецензий с общим консенсусом кинокритиков: «Хотя этот фильм страдает слабым сценарием и перебором со взрывами, экранная химия пары Питт—Джоли достаточно ощутима, чтобы сделать фильм очень приятным летним боевичком».На съёмках фильма между Брэдом Питтом и Анжелиной Джоли завязались отношения, которые впоследствии привели к свадьбе.
Роджер Эберт из Chicago Sun-Times дал фильму оценку 3/4 звезды и похвалил химию между ведущими актёрами, сказав: «Фильм получился таким удачным благодаря тому, что Питт и Джоли весело проводят время вместе на экране и умеют найти ритм, который позволяет им оставаться сдержанными и забавными даже в самые тревожные моменты».
Правительство Колумбии раскритиковало картину, посчитав оскорбительным то, как там изобразили колумбийский город Боготу.

## Производство
В июле 2000 года было объявлено, что Summit Entertainment приобрела сценарий сценариста Саймона Кинберга Мистер и миссис Смит, а Weed Road Pictures планировала продюсировать его. Кинберг написал и продал сценарий, работая аспирантом в кинопрограмме Колумбийского университета. Продюсерам удалось заполучить Брэда Питта на одну из главных ролей, но первоначальный выбор Николь Кидман выбыл из-за конфликтов в расписании съёмок со Степфордскими жёнами, оставив фильм без второго ведущего. Это даже привело к тому, что Питт выбыл из фильма. Режиссёрская команда рассматривала Уилла Смита и Кэтрин Зету-Джонс, а также Джонни Деппа, Кейт Бланшетт, Гвинет Пэлтроу и Гвен Стефани, прежде чем они наконец смогли подписать Джоли. Как только Джоли подписала контракт, Питт вернулся, и пара была сформирована.

### Кастинг
Брэд Питт и Николь Кидман изначально были утверждены на главные роли, когда Даг Лайман получил сценарий. Однако в то время график съёмок Кидман противоречил графику Лаймана, и ей пришлось покинуть фильм, а Питт в результате выбыл. Затем Лайман рассматривал Уилла Смита и Кэтрин Зету-Джонс на главные роли. Лайман также рассматривал пару Джонни Деппа и Кейт Бланшетт для фильма. Гвен Стефани также пробовалась на роль Джейн Смит. Кастинг на две главные роли был определён, как только Лайман смог подписать контракт с Анджелиной Джоли. Как только Джоли подписала контракт, Питт снова согласился на фильм.
Джону Легуизамо предложили роль Эдди, но он отказался, так как ему должны были платить по ставке; позже он пожалел об этом решении. Паркер Поузи пробовалась на роль Жасмин, которая в итоге досталась Керри Вашингтон.
У Кинберга возникла идея сценария после того, как он послушал пару своих друзей, которые ходили на терапию по вопросам брака. Он подумал, что это звучит «агрессивно и корыстно» и почувствовал, что «это будет интересный шаблон для отношений внутри боевика».

## Споры

### Обвинения в плагиате
В 2006 году новозеландский писатель Гэвин Бишоп обвинил создателей фильма в плагиате его школьной книги 1997 года Тайная жизнь мистера и миссис Смит, в которой муж и жена живут, по-видимому, скучной жизнью в пригороде, но, не зная друг друга, оба работают шпионами. Бишоп заявил, что намерен подать в суд, и если юридическая фирма, готовая разделить доходы, в случае успеха обратится к нему.

### Неточное изображение Боготы

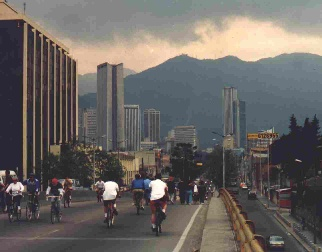
Точное изображение Боготы в 1999 году

Правительство Колумбии раскритиковало фильм, в частности, за то, что в нём показана столица Богота как маленькая деревня посреди джунглей с жарким и влажным климатом. Президент Альваро Урибе Велес и мэр Луис Эдуардо Гарсон пригласили Анджелину Джоли, Брэда Питта и продюсеров познакомиться с городом и осознать допущенные ими ошибки.

## Телесериал
В 2024 году вышел «одноимённый» телесериал, основанный на фильме.